# Opel Omega B

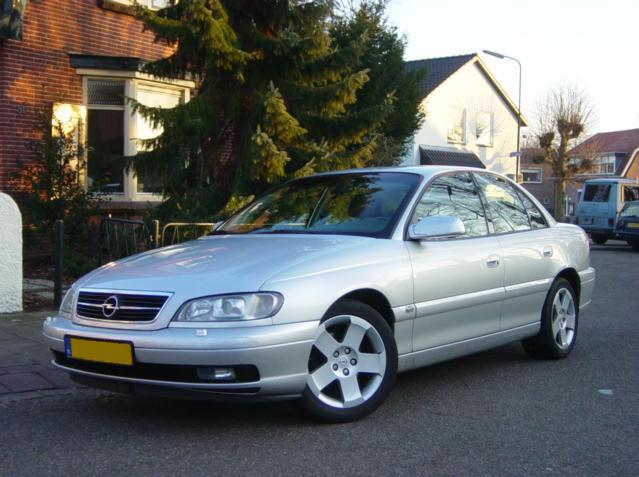
Opel Omega B2

Az Opel Omega B egy 1994–2003 között gyártott, felső-középkategóriás Opel autótípus, 4 és 6 hengeres benzin- és dízelmotorokkal. Közel 800 000 darab készült belőle.

## Karosszéria
- Ajtók száma: 4/5
- Ülések száma: 5
- Hosszúság (mm): Sedan: 4787, Caravan: 4898
- Szélesség (mm): 1785
- Magasság (mm): Sedan: 1457, Caravan: 1509

## Motor és erőátvitel
4 hengeres benzinmotorok:
2.0i 8V 116 LE 1994–1995
2.0 16V 136 LE 1994–1999
2.2 16V 144 LE 1999–2000
6 hengeres benzinmotorok:
2.5 V6 170 LE 1994–2000
2.6 V6 180 LE 2002
3.0 V6 211 LE 1994–2000
3.2 V6 218 LE 2002
4 hengeres dízelmotorok:
2.0 DTI 101 LE 1997–2000
2.2 DTI 120 LE 2002
6 hengeres dízelmotor:
2.5 TD  131 LE 1994–2000
2.5 DTI 150 LE 2001

## Futómű
- Fordulókör (m): 11
- Abroncsok (szériakivitel): 195/65R15, 2.5TD: 205/65R15
- Tengelytáv (mm): 2730
- Nyomtáv elöl (mm): 1514
- Nyomtáv hátul (mm): 1530

## Tömeg
- Saját tömeg menetkészen (kg): 1605
- Megengedett össztömeg (kg): 2170